# Ordre de la Couronne (Perse)
Pour les articles homonymes, voir Ordre de la Couronne.
L'ordre de la Couronne (en persan : نشان تاج / Nišân-i Tâj), est une décoration honorifique de l'Empire kadjar, fondée par Mozaffareddine Chah en 1900.
En 1939, il est renommé ordre de la Couronne d'Iran (Nishan-i-Taj-i-Iran) par Reza Chah.

## Histoire
Sous le règne de son prédécesseur, Nasseredin Shah, la distribution abondante de l'ordre du Lion et du Soleil lui fait perdre de sa valeur, Mozaffaredin Shah veut créer une récompense significative, en complément de la première.
L'insigne est inspirée de l'ordre de la Couronne de Belgique et comporte cinq classes : 1re classe ou grand cordon, puis 2e, 3e, 4e et 5e classe.
L'ordre perdure pendant la dynastie Pahlavi, Reza Chah lui apporte une modification et ajoute une classe supplémentaire, grand collier, qui n'est destinée qu'au chah et aux chefs d'État étrangers. Il porte lui-même le grand collier lors de son couronnement le 25 avril 1926.
Le 15 février 1939, il est renommé ordre de la Couronne d'Iran, la couleur du ruban est modifiée et devient jaune pâle avec des bordures bleu clair ; les conditions et le nombre d'attributions sont modifiés. Par la suite, il y a le grand collier et les cinq autres classes deviennent ordinaires. À cette date, Reza Chah remplace aussi l'ordre du Lion et du Soleil par l'ordre du Homayoun.
En 1979, tous les ordres sont abolis avec la révolution iranienne.

## Description
- Le grand collier comporte un insigne de l'ordre sur un collier autour du cou, une étoile sur la poitrine gauche et une large ceinture croisée sur l'épaule droite avec dessus un autre insigne fixé sous la hanche gauche. Les décorations sont portées ensemble.
- La 1re classe ou grand cordon, porte l'étoile et la ceinture croisée avec l'insigne de l'Ordre.
- La 2e classe, l'étoile de l'ordre sur la poitrine droite et un insigne plus petit, fixé à un ruban étroit avec une rosette au centre et suspendu à une barrette sur la poitrine gauche.
- La 3e classe, même insigne que la 1re classe mais en plus petit et porté sur un ruban autour du cou.
- La 4e classe, même insigne que la 2e classe, sur un ruban étroit avec une rosette au centre et suspendu à une barrette sur la poitrine gauche.
- La 5e classe, porte le même insigne que la 2e classe, sur barrette et ruban mais sans rosette.

## Personnalités
- Ordre de la Couronne (Nishan-i-Taj)
  - Reza Khan : porte le grand collier lors de son couronnement le 25 avril 1926,
  - Mohammad Reza Pahlavi, fils de Reza Khan : grand cordon[4] le 24 avril 1926,
  - Mohammad Hassan Mirza : grand cordon[5],
  - Ahmad Shah Qajar : grand cordon[5] ;
- Ordre de la Couronne d'Iran (Nishan-i-Taj-i-Iran) :
  - Hossein Ala' : 1re classe,
  - Karim Aga Khan IV : grand cordon en 1967,
  - Paul-Henri Spaak[6].

## Source
- (en) Persia, The Qajar & Pahlavi Dynasties : The Order of the Crown of Iran Orders & Decorations, by Christopher Buyers (la page n'est plus accessible)